# João Capiberibe
João Capiberibe (Afuá, Pará, 6 de mayo de 1945) es un político brasileño, que fue gobernador del estado de Amapá.
Antes de ser elegido gobernador en 1995 fue alcalde de Macapá. En 2002 abandona su puesto en Amapá para presentarse a las elecciones como senador, ganando la votación. En 2006, se presenta de nuevo a las elecciones a la gobernación de Amapá, consiguiendo sólo un 37,1% de los votos, siendo derrotado por Waldez Góes.
- Datos: Q9015075
- Multimedia: João Capiberibe / Q9015075